# Home (canción de La Toya Jackson)
«Home» es una canción de La Toya Jackson, que se puede escuchar en la versión promocional de su álbum Startin' Over. La Toya realizó el sencillo en julio de 2009, después de la muerte de su hermano Michael Jackson, dedicándole esta canción. La Canción fue lanzada en iTunes, toda las recaudaciones de la canción irán para una de las fundaciones en la que Michael donaba.
En La Canción La Toya se refiere a Michael como "Joker".

## Video
La Toya filmó un video el 26 de julio, para esta canción, su primer video en años, el video fue dirigido por Eric Bute. El video fue realizado en línea a través de iTunes en 31 de agosto.